# خدمة بريد السكك الحديدية
كانت خدمة البريد بالسكك الحديدية (RMS) التابعة لإدارة البريد الأمريكية خدمة نقل بريدية مهمة في الولايات المتحدة من منتصف القرن التاسع عشر حتى منتصف القرن العشرين. وقد نقلت خدمة البريد بالسكك الحديدية، أو خليفتها خدمة النقل البريدي (PTS)، الغالبية العظمى من الرسائل والطرود المرسلة في الولايات المتحدة من عقد التسعينيات من القرن التاسع عشر حتى عقد الستينيات من القرن العشرين.

## التاريخ
يُنسب الفضل عمومًا إلى جورج ب. أرمسترونغ، مدير مكتب بريد شيكاغو، في ابتكار مفهوم فرز البريد أثناء فترة النقل على متن القطارات، والذي أصبح يُعرف فيما بعد بخدمة بريد السكك الحديدية. قبل انضمام أرمسترونغ إلى هذا النظام، كان البريد يُنقل في أكياس مغلقة على متن القطارات، ولكن لم يكن هناك نظام منظم لفرز البريد أثناء النقل، لتجهيز البريد للتسليم عند وصول الأكياس إلى وجهتها.

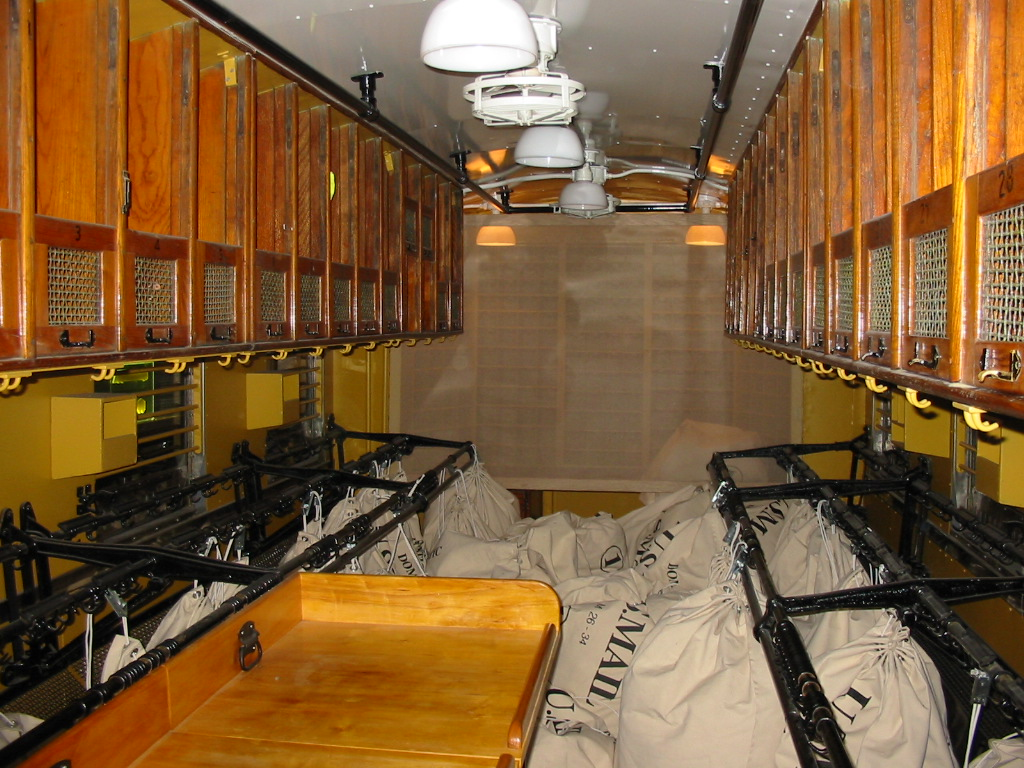
قسم (مكتب بريد السكك الحديدية) من بايونير زفير

استجابة لطلب أرمسترونج لتجربة هذا الابتكار الجديد، بدأ أول مكتب بريد للسكك الحديدية (RPO) في العمل على خط سكة حديد شيكاغو وشمال غرب بين شيكاغو وكلينتون، أيوا، في 28 أغسطس 1864. كان الابتكار ناجحًا، وتوسع ليشمل خطوط السكك الحديدية الأخرى العاملة من شيكاغو، بما في ذلك شيكاغو، وبورلينجتون وكوينسي، وشيكاغو وروك آيلاند، وبنسلفانيا، وإيري.
بحلول عام 1869، عندما افتُتح رسميًا نظام البريد بالسكك الحديدية، كان النظام قد توسّع ليشمل تقريبًا جميع خطوط السكك الحديدية الرئيسية في الولايات المتحدة، وقُسِّمت البلاد إلى ستة أقسام عاملة. كان لكل قسم مشرف، وجميعها تحت إشراف جورج ب. أرمسترونغ، الذي استُدعي من شيكاغو إلى واشنطن العاصمة، ليصبح المشرف العام على خدمة البريد بالسكك الحديدية. شغل أرمسترونغ منصب المشرف العام لمدة عامين فقط قبل استقالتهِ بسبب تدهور صحته. حبث تُوفي في شيكاغو في 5 مايو 1871، بعد يومين من استقالتهِ.
عُيّن جورج بانجز، خليفة أرمسترونغ في شيكاغو، في المنصب ويعتبر ثاني مشرف عام على خدمة السكك الحديدية البريدية. شجع بانغز استخدام قطارات البريد السريعة، وهي قطارات مكونة بالكامل من عربات بريد، تسير وفق جداول زمنية مُعجّلة مصممة لتلبية احتياجات مكتب البريد بدلاً من احتياجات المسافرين.

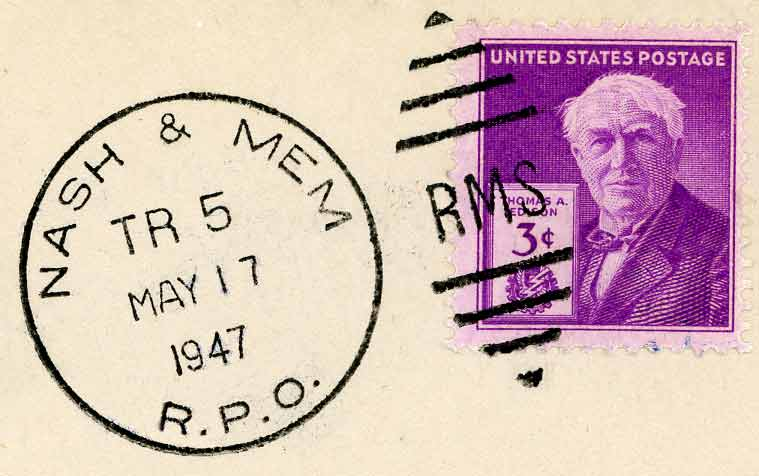
رسالة عليها ختم إلغاء البريد في خدمة البريد بالسكك الحديدية (لاحظ "RMS" في أداة المحو)

في عام 1890، قدم 5800 موظف بريدي خدماتهم على مسافة تزيد عن 154800 ميل (249100 كيلومتر) من خطوط السكك الحديدية. وبحلول عام 1907، كان هناك أكثر من 14000 موظف يقدمون خدماتهم على مسافة تزيد عن 203000 ميل (327000 كيلومتر) من خطوط السكك الحديدية. وعندما بدأ مكتب البريد في التعامل مع الطرود البريدية في عام 1913، أنشأت شركة السكك الحديدية الملكية غرفة عمليات مكتب بريد محطة السكك الحديدية في المدن الكبرى للتعامل مع الزيادة الكبيرة في حجم البريد. وبلغت خدمة بريد السكك الحديدية ذروتها في عقد العشرينيات من القرن العشرين، ثم بدأت في التراجع التدريجي مع توقف خدمة مكتب بريد الطرق السريعة على الخطوط الفرعية والطرق الثانوية. وبعد عام 1942، استخدمت خدمة مكتب بريد الطرق السريعة (HPO) لمواصلة فرز البريد على طول الطريق بعد توقف بعض عمليات مكتب بريد السكك الحديدية. ومع انتشار نقل البريد عبر الطرق السريعة، أعيد تسمية خدمة بريد السكك الحديدية باسم خدمة النقل البريدي.
تسارعت وتيرة التخلي عن الخطوط في أواخر عقد الخمسينيات وأوائل عقد الستينيات من القرن العشرين، وتوقفت العديد من الخطوط المتبقية عام 1967. في 30 يونيو 1974، توقف العمل في مكتب بريد طريق كليفلاند وسينسيناتي السريع، وهو آخر خطوط البريد السريع. وفي 30 يونيو 1977، كان آخر مكتب بريد للسكك الحديدية يعمل بين نيويورك وواشنطن العاصمة.
يعرض تمثال نصفي كبير ونصب تذكاري لأرمسترونج في الجانب الشمالي لمكتب بريد سكك حديد محطة لوب في شيكاغو.

## عربات سكة حديد RPO المحفوظة والمرممة
في متحف شيكاغو للعلوم والصناعة تُعرض عربة بريد سكة حديدية مُرممة كجزء من قطار بايونير زفير.
وتُعرض عربة البريد السكة الحديد رقم 74 المُرممة، التي تعود لعام 1927، والمُخصصة لشركة AT&SF Railway في متحف سكة حديد جنوب غرب المحيط الهادئ في كامبو (مقاطعة سان دييغو)، كاليفورنيا.
أعاد متحف سميثسونيان الوطني للبريد، في إطار معرضه الدائم "البريد بالسكك الحديدية"، تصميم قطار بريد سكة حديدية في ردهته. أما التجهيزات الداخلية، فهي من مكتب عربة بريد مُعطلة. أما الجزء الخارجي من قطار مكتب بريد السكة الحديد، فقد صنعهُ حرفيون من سميثسونيان.

## الأقسام التشغيلية عام 1950
- القسم الأول: مين، فيرمونت، نيو هامبشاير، رود آيلاند، كونيتيكت، ماساتشوستس. المقر الرئيسي: بوسطن، ماساتشوستس.
- القسم الثاني: نيويورك، نيو جيرسي. المقر الرئيسي: مدينة نيويورك.
- القسم الثالث: مقاطعة كولومبيا، فرجينيا، فرجينيا الغربية، كارولاينا الشمالية. المقر الرئيسي: واشنطن العاصمة.
- القسم الرابع: تينيسي، كارولاينا الجنوبية، ألاباما، جورجيا، فلوريدا. المقر الرئيسي: أتلانتا.
- القسم الخامس: كنتاكي، إنديانا، أوهايو. المقر الرئيسي: سينسيناتي.
- القسم السادس: إلينوي، أيوا. المقر الرئيسي: شيكاغو.
- القسم السابع: ميزوري، كانساس. المقر الرئيسي: سانت لويس، ميزوري.
- القسم الثامن: كاليفورنيا، نيفادا، يوتا، أريزونا. المقر الرئيسي: سان فرانسيسكو.
- القسم التاسع: ميشيغان، بالإضافة إلى خطوط سكة حديد نيويورك المركزية بين مدينة نيويورك وشيكاغو. المقر الرئيسي: كليفلاند.
- القسم العاشر: داكوتا الشمالية، داكوتا الجنوبية، مينيسوتا، ويسكونسن، شبه جزيرة ميشيغان العليا. المقر الرئيسي: سانت بول، مينيسوتا.
- القسم الحادي عشر: نيو مكسيكو، تكساس، أوكلاهوما. المقر الرئيسي: فورت وورث.
- القسم الثاني عشر: أركنساس، لويزيانا، ميسيسيبي. المقر الرئيسي: نيو أورلينز.
- القسم الثالث عشر: مونتانا، أيداهو، أوريغون، واشنطن. المقر الرئيسي: سياتل.
- القسم الرابع عشر: كولورادو، وايومنغ، نبراسكا. المقر الرئيسي: أوماها.
- القسم الخامس عشر: بنسلفانيا، ديلاوير، بالإضافة إلى خطوط سكة حديد بنسلفانيا غرب بيتسبرغ. المقر الرئيسي: بيتسبرغ.

اعتبارًا من 15 أغسطس 1955، ألغيت الأقسام الخمسة عشر لخدمة النقل البريدي وقسمت طرق البريد بين نفس المناطق البريدية التي صنفت مكاتب البريد فيها.

## اقرأ أيضا
- Gandy، S. Kay؛ Resor، Cynthia Williams (2012). "Changing technology and the US mail". The Social Studies. ج. 103 ع. 6: 226–232. DOI:10.1080/00377996.2011.630696.
- Mason، Virginia W. (Winter 2002). "Frank H. Galbraith's railway mail service maps, 1897". Cartographic Perspectives. ج. 41 ع. 41: 24–43. DOI:10.14714/CP41.562.
- Tunell، George G. (1899). "The Charge for Railway Mail Carriage". Journal of Political Economy. ج. 7 ع. 2: 145–160. DOI:10.1086/250577. JSTOR:1820574.